# Colonus
Un colonus (plural: coloni) es un término latino que designa a un agricultor arrendatario (o tenente) durante el Imperio romano tardío y la Alta Edad Media. 
Conocidos colectivamente como 'colonato', estos agricultores operaban como aparceros, pagando a los terratenientes con una parte de sus cosechas a cambio del uso de sus tierras de cultivo. Para los juristas clásicos, un colonus es un hombre libre que arrienda un fundus para su explotación agrícola por un tiempo dado. Sin embargo, no es fácil definir exactamente su estatus en relación con el vilicus y aparecen contradicciones entre las fuentes antiguas.
Es desde la promulgación de la lex Manciana del siglo I con el objetivo de fomentar la productividad de la tierra, alentando a los agricultores a recuperar tierras baldías y hacerlas fértiles cuando por la necesidad de gestionar las tierras de las propiedades imperiales se potencia la figura de los pequeños campesinos-coloni. Se refuerza todavía más la figura del colonus con la promulgación de la lex Hadriana de rudibus agris por el emperador Adriano, que complementa la anterior ley y facilita la explotación del fundus concediendo exención de rentas con determinadas condiciones, como que, para aumentar la productividad, si plantan nuevas cepas de vid o nuevos olivos, les dan tiempo a que entren en producción para que vuelva a reanudarse el pago de la renta al propietario. Además, la ley les da derecho de usufructo perpetuo y posibilidad de legarlo en herencia.
Pero es sobre todo a partir del emperador Diocleciano, cuando estos campesinos cada vez están más apegados a la tierra, en un estatus bastante comparable a la servidumbre, y trabajaban principalmente en los latifundia. Con el tiempo, la relación inquilino colonus - propietario, finalmente se degradó en forma de deudas y dependencia. Como resultado, el sistema de colonato se convirtió en un nuevo tipo de tenencia de la tierra, colocando a los ocupantes en un estatus entre libertad y esclavitud. El sistema de colonus del final de la Antigüedad puede considerarse un predecesor de la servidumbre feudal europea.